# Back 4 Blood
Back 4 Blood – strzelanka pierwszoosobowa wyprodukowana przez Turtle Rock Studios i wydana 12 października 2021 roku przez Warner Bros. na platformy Microsoft Windows, PlayStation 4, PlayStation 5, Xbox One i Xbox Series X/S.
Po premierze gra otrzymała w większości pochlebne recenzje. Pozytywnie oceniono rozgrywkę i jej nowe elementy względem podobnych gier. Krytyka została skierowana na błędy techniczne, głównie związane z połączeniem sieciowym.

## Rozgrywka
Back 4 Blood jest kooperacyjną strzelanką rozgrywaną z perspektywy pierwszej osoby. Grupa graczy walczy o przetrwanie w świecie opanowanym przez zombie. W podstawowym trybie rozgrywki, gracze tworzą czteroosobową drużynę ocalałych, która musi przebić się przez obszary zamieszkane przez przeciwników. Członkowie drużyny są kontrolowani przez graczy lub sztuczną inteligencję w zależności od preferencji uczestników. Gra zawiera predefiniowane postacie bohaterów, które mają wstępnie ustalone atrybuty i umiejętności. Gracze mogą kupować ulepszenia i przedmioty za walutę w grze. Udostępniono też karty umiejętności, które dostosowują różne elementy rozgrywki, takie jak modyfikowanie zdrowia, obrażeń i wytrzymałości gracza. Na początku każdego poziomu gracze muszą zbudować swoją talię z kart. Po zdobyciu wymaganej liczby punktów doświadczenia można kupić nowe lub ulepszyć obecne karty.
W grze dostępny jest również ośmioosobowy tryb „Swarm”, w którym jedna drużyna wciela się w ocalałych, a druga w zombie. Zespoły walczące na zamkniętym obszarze mają za zadanie wyeliminować drużynę wroga.

## Produkcja
Poprzednia gra Turtle Rock Studios, wydana w 2015 roku Evolve początkowo odniosła sukces medialny, jednak po kilku miesiącach liczba jej graczy spadła. Rok po premierze przeniesiono produkcję na model free-to-play, co na chwilę zwróciło uwagę graczy. Ostatecznie serwery zamknięto w 2018 roku. Back 4 Blood została oficjalnie ogłoszona w marcu 2019 roku. Gra została zaprezentowana podczas The Game Awards 2020, a zamknięta wersja alfa została wydana 17 grudnia 2020 roku. Początkowo planowana premiera na 22 czerwca 2021 roku, została przesunięta na 12 października 2021 roku. Otwarta beta została wydana w połowie sierpnia 2021 roku.
Według twórców Back 4 Blood ma bardziej rozbudowaną fabułę niż jedna z ich poprzednich gier Left 4 Dead i ma bardziej pozytywny ton niż inne produkcje o zombie na rynku. Phil Robb, dyrektor kreatywny gry, dodał, że główni bohaterowie są bardziej pewni siebie i lepiej uzdolnieni, w przeciwieństwie do tych z Left 4 Dead. Dodał, że gracze nie tylko mają przetrwać i znaleźć bezpieczne miejsce. Walczą z zombie, aby stworzyć bezpieczne miejsce do życia. Znajduje to odzwierciedlenie w dialogach między ocalałymi, którzy nie brzmią tak, jakby bali się swoich wrogów. Zespół zaimplementował system kart w grze, ponieważ uznał, że może on zwiększyć zarówno dynamikę gry i wyzwanie dla doświadczonych graczy. Jednocześnie twórcy dodali tryb klasyczny, który nie zawiera kart i jest łatwiejszy w zrozumieniu przez nowych graczy.
Twórcy współpracowali z amerykańską siecią restauracji Charleys Philly Steaks przy sprzedaży cheesesteaków, promując stan Pensylwania, w którym toczy się akcja gry i skąd pochodzi kanapka.

## Rozwój
Dwa miesiące po premierze gry, jej twórcy zostali wykupieni przez chiński konglomerat Tencent. Pierwsze rozszerzenie, zatytułowane „Tunnels of Terror”, zostało wydane 12 kwietnia 2022 roku. Dodano dwie grywalne postacie oraz tryb Ridden Hives - losowo generowane lokacje o zwiększonym poziomie trudności. Drugie rozszerzenie „Children of the Worm” z 30 sierpnia 2022 roku wprowadziło nowego bohatera oraz dodatkowy akt w trybie kampanii. „River of Blood”, wydane 6 grudnia dodało kolejny, szósty akt kampanii i Talę, nową grywalną postać.